# Семенов Микола Васильович
Семенов Микола Васильович — радянський, український організатор кіновиробництва. Нагороджений медалями, значком «Отличник кинематографии СССР».

## Біографія
Народився 19 жовтня 1907 р. в Санкт-Петербурзі в родині службовця.
Учасник Німецько-радянської війни.
Працював в органах ОГПУ НКВД (1932—1936), заступником директора і директором картини на «Ленфільмі» (1936—1962) і «Киргизфільмі» (1946—1947, 1962—1966), директором картини Одеської студії художніх фільмів (1967—1973) у стрічках: «Іноземка» (1965), «Тиха Одеса» (1967), «День ангела» (1968), «Якщо є вітрила» (1969), «Севастополь» (1970), «Синє небо» (1971) та ін.).
Був членом Спілки кінематографістів України.
Помер 2 березня 1997 р.